# Especies generalistas y especializadas
Una especie generalista es aquella especie capaz de desarrollarse en una amplia gama de condiciones ambientales y que puede hacer uso de una amplia variedad de recursos. Por ejemplo, un animal omnívoro tiene un dieta alimentaria muy amplio, es un animal oportunista que adapta de inmediato su dieta a los recursos disponibles. Así pues, una especie generalista tiene un nicho ecológico potencial amplio y su valencia ecológica para varios factores ambientales suele ser elevada (es una especie eurioica). Una especie especialista por el contrario, corresponde a aquellas que se alimentan de una sola especie o unas pocas,en un estrecho rango de condiciones ambientales, con lo que su nicho potencial es de tamaño pequeño. Sin embargo, la mayoría de las situaciones reales no se ajustan correctamente a uno u otro de los dos grupos. Algunas especies son altamente especializadas, otras menos, mientras que algunas pueden tolerar muchos entornos diferentes.
'
En el reino animal, los omnívoros son habitualmente especies generalistas desde el punto de vista trófico. Los herbívoros son a menudo especies especializadas, pero las que comen vegetales variados pueden estar consideradas también como generalistas. Un ejemplo bien conocido de animal especializado es el koala que subsiste casi únicamente consumiendo de las hojas de eucalipto. El mapache es generalista, porque tiene un área de reparto natural que comprende la mayoría de América del Norte y de América central y es un animal omnívoro, que come bayas, insectos,huevos y pequeños animales.

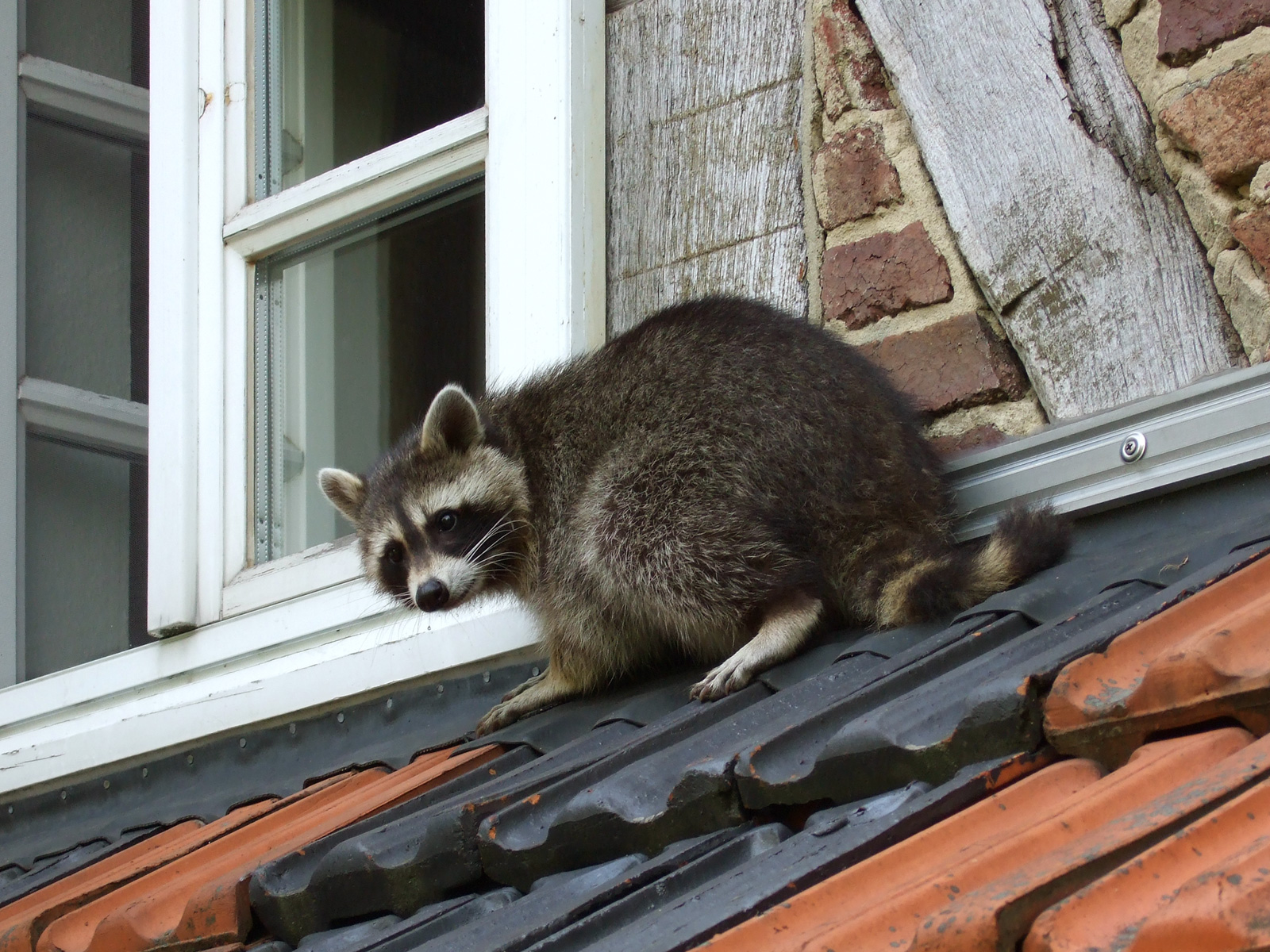
El mapache boreal es capaz de adaptarse al medio urbano.

La distinción entre especies generalistas y especializadas no se limita a los animales. Por ejemplo, ciertas plantas tienen necesidad de una gama estrecha de temperatura, de tipo de suelo y de precipitaciones para sobrevivir mientras que otras pueden tolerar una alta gama de condiciones. Un cactus puede ser considerado como una especie especialista. Morirá durante los inviernos en las latitudes elevadas o si recibe demasiado agua.
Las especies especializadas tales como los insectívoros y los frugívoros tienen necesidad de territorios más vastos que los generalistas como ciertos folívoros (que se alimentan de hojas). Como su fuente de alimento es menos abundante, necesitan de un espacio más grande para alimentarse. Como ejemplo se puede citar el estudio de Tim Clutton-Brock, que ha constatado que el guereza Colobus guereza, una especie generalista folívora, necesita un área de acción de sólo 15 ha, mientras que el colobo rojo tienen necesidad de 70 ha pues necesita  encontrar brotes jóvenes, flores y frutas.
Cuando las condiciones medioambientales cambian, las especies generalistas son más capaces de adaptarse, mientras que las especializadas tienen tendencia a extinguirse mucho más fácilmente, o a reducir el tamaño de sus poblaciones. Por ejemplo, si una especie de pescado ve disminuir sus poblaciones, sus parásitos especializados serán llevados igualmente a la extinción. Por otro lado, una especie que tiene un nicho ecológico muy especializado entra en competición más intensa con otros organismos. Por ejemplo, un pescado hace una carrera contra sus parásitos en que siempre intenta mejorar su medios de defensa contra ellos. Es una forma de coevolución, el pez desarrolla constantemente defensas contra el parásito, mientras que el parásito a su vez, tiene que evolucionar para encontrar adaptaciones que le permitan hacer frente a las defensas específicas de su hospedador. Lo que induce una especiación cada vez mayor, aunque las condiciones del medioambiente sean relativamente estables. Eso implica una diferenciación de nicho ecológico que lleva a la aparición de nuevas especies y un aumento de la biodiversidad.